# Arnold Hitzer
Arnold Hitzer (* 1. März 1902 in Glogau; † 23. Mai 1977 in Düsseldorf) war deutscher evangelischer und nach dem Zweiten Weltkrieg evangelikaler Theologe.

## Leben
Arnold Hitzer wurde am 1. März 1902 in Glogau geboren. Über seine Familie und sein Leben ist wenig bekannt. Er studierte Evangelische Theologie in Greifswald und Breslau. Nach dem Studium, ab dem Jahr 1928, arbeitete er als Pastor im entlegenen, oberschlesischen Dorf Rösnitz, dicht an der damaligen tschechoslowakischen Grenze. Dieses schon seit dem 16. Jahrhundert evangelische Dorf hatte zusammen mit dem Nachbardorf Steuberwitz allen Rekatholisierungsversuchen der Geschichte widerstanden. Beide Orte existierten als eine gemeinsame evangelische Gemeinde wie eine Insel in einem katholischen Umfeld. In der Gegend verstreut lebende evangelische Bewohner gehörten mit zu dieser Parochie, so auch in der nahen Kleinstadt Katscher. Hier vertrat ihn bei Abwesenheit gelegentlich der Webeschulleiter und Botaniker Richard Keilholz mit Lesegottesdiensten.
Hitzer nahm schon in jungen Jahren immer eine unangepasste Rolle innerhalb der Evangelischen Kirche ein. Wegen theologischer Grundsatzfragen hatte er schon lange Neigungen zu freikirchlichen Glaubensrichtungen. Ab 1933 riefen die Versuche der Nationalsozialisten zur Gleichschaltung der Evangelischen Kirche seinen Widerstand hervor. Die menschenverachtende NS-Ideologie, besonders das Führerprinzip, die Rassenlehre und der Antisemitismus, standen seinem christlichen Bild von geistlicher Erneuerung der Kirche diametral entgegen. Konflikte im Rahmen des sogenannten Kirchenkampfes waren deshalb vorprogrammiert. Er gehörte zu den profilierten Mitgliedern der Bekennenden Kirche in Schlesien und wurde mehrmals verhaftet. Insgesamt saß er in fünf verschiedenen Polizeigefängnissen ein. Das zuständige Konsistorium der evangelischen Kirche in Breslau zeigte wenig Interesse ihn zu unterstützen und versetzte ihn gegen den eigenen Willen und den vom Kirchgemeinderat in Rösnitz in den Wartestand, als staatlicherseits seine Ausweisung aus Schlesien verfügt wurde. Seine Bewerbung für einen Einsatz in der Provinz Brandenburg wurde von der zuständigen schlesischen Kirchenleitung abschlägig beschieden. Das kam einem Berufsverbot in Schlesien gleich.
1940 fand Hitzer eine Pfarrstelle im westpreußischen Rehhof im Landkreis Stuhm. Hitzer wurde Teil eines Netzwerkes der Bekennenden Kirche, das verfolgten Juden Unterschlupf bot. So nahm Hitzer Rosa Karmeinsky und ihre Tochter auf der Flucht auf, die später bei Horst und Isolde Symanowski, "Gerechten unter den Völkern", überlebten.
In Rehhof verfasste Hitzer 1941 Anmerkungen zur Tauffrage unter besonderer Berücksichtigung der Kindertaufe, in denen er die theologische Begründung Kindertaufe als „Irrlehre“ bezeichnete und eine „Glaubenstaufe“ forderte. Daraufhin bat der westpreußische Bruderrat, das Leitungsgremium der Bekennenden Kirche in der Provinz Westpreußen, Julius Schniewind und Dietrich Bonhoeffer um Gutachten und führte mit Hitzer ein Lehrgespräch. Aufgrund des Krieges kam es jedoch zu keinen weiteren Konsequenzen, da Hitzer 1942 zur Wehrmacht in Marienwerder eingezogen wurde. Nach Fronteinsatz in der Sowjetunion und in Frankreich kam er 1944 in britische Kriegsgefangenschaft. Dort war er als Lagerpfarrer für deutsche Kriegsgefangene seelsorgerisch tätig. In dieser Zeit hatte er bereits geistig einen Bruch mit dem evangelisch-lutherischen Glauben vollzogen, indem er sich ein zweites Mal taufen ließ.
Wieder in Deutschland, trat er endgültig 1948 aus dieser Kirche aus und schloss sich der Pfingstbewegung an, um hier eine geistliche Heimat zu suchen. Zunächst übernahm er eine freikirchliche Gemeinde in Kiel als Pastor, ehe er später in verschiedene Ämter innerhalb der Dachorganisation Arbeitsgemeinschaft der Christengemeinden in Deutschland (ACD e. V.) eintrat und weiter als Lehrer an der Bibelschule Beröa im hessischen Erzhausen wirkte. Im Jahr 1959 kam es wegen grundsätzlicher theologischer Meinungsverschiedenheiten zur sogenannten „Zweistufenlehre“, bei der es um den Unterschied von Wiedergeburt und Geistestaufe geht, zum Zerwürfnis, und Hitzer legte alle Ämter nieder. Danach schloss er sich der damals noch sehr kleinen Freien Christengemeinde München an, die er als erster fest angestellter leitender Pastor 17 Jahre führte und die in dieser Zeit beachtlich wuchs. Hitzer verstarb unerwartet am 23. Mai 1977 auf einer Dienstreise in Düsseldorf. In der Abschiedsrede an seinem Grab bezeichnete der damalige Präses der Arbeits-Gemeinschaft der (pfingstkirchlichen) Christengemeinden in Deutschland, Reinhold Ulonska, Hitzer als einen Christen mit „weitem Herzen, großer Überzeugungstreue und Opferbereitschaft“ für Gott und die Gemeinde.
Hitzer war verheiratet und hatte fünf Kinder.

## Veröffentlichungen
- Die Taufe mit dem heiligen Geist nach dem Zeugnis der Schrift. Missionsverlag Niedenstein, Mülheim a.d. Ruhr 1985
- Die brennende Frage nach der Vollmacht. Franz Verlag, 1969, DNB 457001593
- Die Symbolik der Stiftshütte. Manuskript, 1956